# Spínaný zdroj
Spínaný zdroj (též pulzní zdroj) je v elektrotechnice typ elektrického zdroje, který slouží pro přeměnu elektrické energie, ať už ze střídavé nebo ze stejnosměrné soustavy. Obsahuje spínací prvek, který je spínán na základě zpětné vazby. Výkonný prvek je tak zatěžován impulzně. Na rozdíl od lineárních zdrojů je mnohem účinnější a lehčí, protože zpravidla pracuje s vyšší frekvencí, díky čemuž lze použít menší transformátory. Oproti lineárním zdrojům je, ale také větším zdrojem elektromagnetického rušení (EMI). První spínané zdroje se začaly objevovat s příchodem výkonných spínacích tranzistorů. Se spínanými zdroji se lze setkat v nabíječkách mobilních telefonů a noteboocích, ve zdrojích osobních počítačů a mnoha vestavěných zařízeních.

## Konstrukce
Napětí přicházející z rozvodné sítě 230 V/50 Hz se nejdříve usměrní pomocí usměrňovacího můstku a vyhladí na vstupním kondenzátoru. Pak se napětí rozstřídá pomocí spínacích tranzistorů na frekvenci řádově desítek kHz. Toto napětí je přivedeno na primární vinutí středofrekvenčního transformátoru. Ze sekundární strany je napětí opět usměrněno, vyhlazeno a připraveno k použití. O stabilitu výstupního napětí se stará zpětná vazba, která je z výstupu zavedena do obvodu, který řídí spínání.

### Blokové schéma

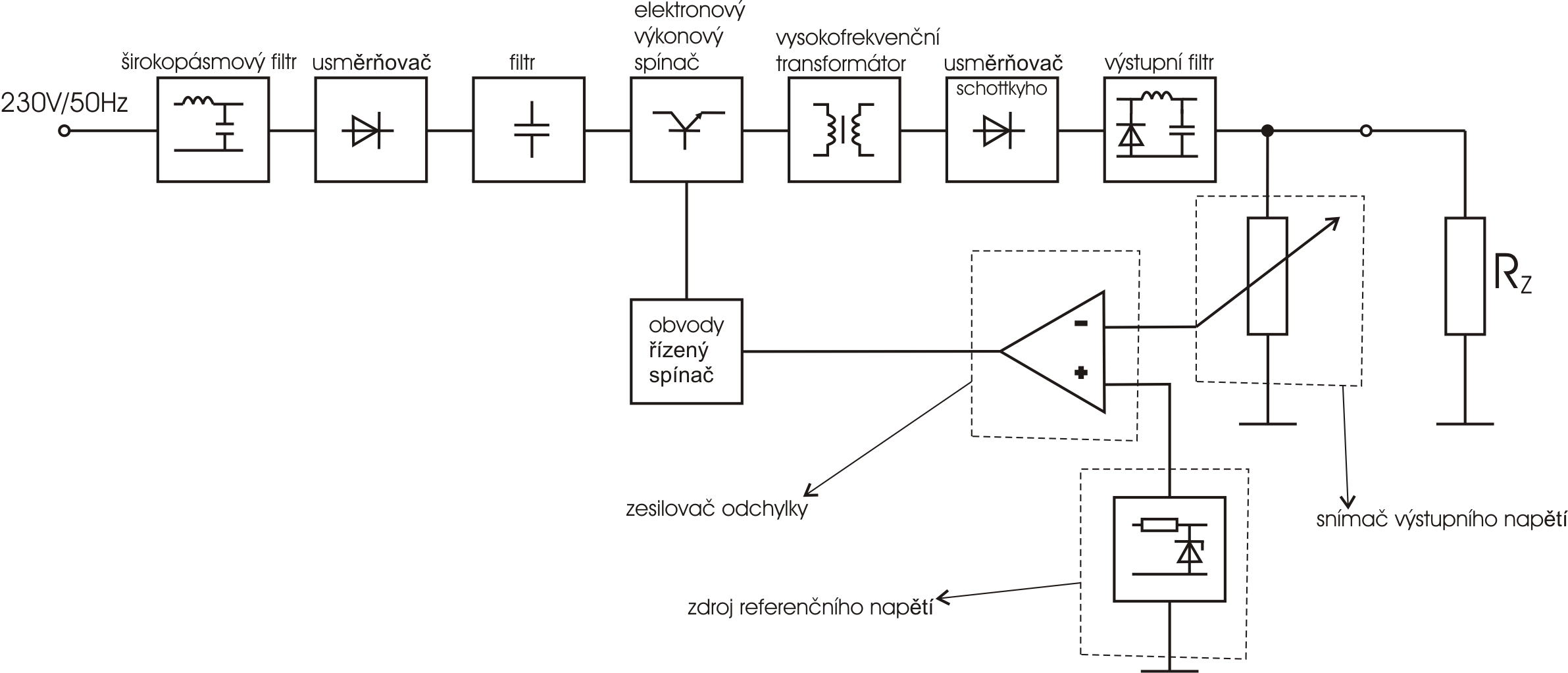
Blokové schéma spínaného zdroje

Vstupní síťové napětí 230 V/50 Hz je usměrněno a jednoduše filtrováno – širokopásmový filtr na vstupu zabraňuje pronikání rušivých signálů ze zdroje do sítě. Elektronický spínač je řízen ve smyčce zpětné vazby tak, aby výstupní napětí bylo konstantní. Za spínačem je obdélníkové napětí o frekvenci desítky kHz a amplitudě podle vztahu {\displaystyle U_{vst}\cdot {\sqrt {2}}} {\displaystyle [V]}, toto napětí je transformováno impulsním transformátorem s feritovým jádrem na potřebnou velikost, transformované napětí se usměrňuje Schottkyho diodami a dále je filtrováno výstupním filtrem. Zdroj zpětné vazby je stejný jako u lineárních zdrojů, navíc je zde obvod buzený spínačem, který mění stejnosměrné napětí na obdélníkové napětí. Pokud bychom nepoužili v zapojení vstupní část, vzniklo by zapojení stejnosměrného měniče.

### Výhody
Výhodou spínaných zdrojů je jejich malá velikost, zejména velikost transformátoru, který má ve srovnání se síťovým transformátorem shodného výkonu mnohem menší rozměry.
Např. zdroj v PC o výkonu 350 W váží cca 0,5 kg.

### Nevýhody
Nevýhodou může být rušení, které vzniká při spínání výkonových tranzistorů. Toto rušení může vadit v Audio technice, kde by se mohlo projevit nepříjemným pískotem nebo ve VF technice, kde by mohlo docházet k modulaci spínacího kmitočtu. Dá se částečně odfiltrovat, ale zpravidla nedosáhneme kvality zdroje lineárního. Další výraznou nevýhodou je velmi omezená životnost, způsobená extrémním namáháním elektrolytických kondenzátorů (především v primární části). Zdroje tedy nejsou vhodné pro trvalý provoz. Toto omezení životnosti je u novějších konstrukcí do velké míry eliminováno použitím tantalových kondenzátorů s polymerovým elektrolytem. Další nevýhodou spínaných zdrojů je jejich výrazně nižší účinnost při velmi nízkém nebo naopak, velmi vysokém zatížení (pod cca 10 % a nad 90 % jmenovitého výkonu). Proto je zapotřebí volit výkon zdroje tak, aby se jeho zatížení pohybovalo pokud možno v rozmezí 25–75 % maxima, ve kterém kvalitní zdroje (PC zdroje s certifikací 80+ Gold/Platinum a pod.) mohou dosahovat i přes 95% účinnost.

## Historie
Spínané zdroje byly známé od 30. let. Jejich rozvoj umožnil vynález tranzistoru (1947), ale byly velmi drahé. V počítačích byly používány od konce 50. let, například v roce 1958 v prvním sériově vyráběném sálovém elektronkovém počítači IBM 704. NASA je použila v satelitu Telstar vypuštěném v roce 1962. Jak cena klesala, začaly spínané zdroje od konce 60. let používat velké společnosti vyrábějící elektroniku: IBM, Honeywell, Hewlett-Packard, Texas Instruments. V druhé polovině 70. let začaly být používány i v televizorech. Spínaný zdroj použil počítač Apple II (1977) a IBM PC/AT (1984).

## Srovnání s lineárními zdroji

### Lineární
- Síťový transformátor pracuje při frekvenci rozvodné sítě. Ta je v Česku normalizována na 50 Hz.
- {\displaystyle \ U_{2}=4,44N_{2}fBS}
- cena lineárně roste s výkonem
- má menší zvlnění
- má menší účinnost {\displaystyle \ \eta }

### Spínané
- transformátor pracuje na vyšší frekvenci
- průřez jádra je řádově menší
- podstatně menší hmotnost
- může být zdrojem rušivých signálů
- cena se málo mění s výkonem
- má větší účinnost {\displaystyle \ \eta }
- napětí na vstupu může nabývat hodnot v širokém rozmezí
- nezáleží na frekvenci na vstupu, pracuje i se stejnosměrným proudem